# Catalans konstant
Catalans konstant är en matematisk konstant som definieras som
{\displaystyle G=\beta (2)=\sum _{n=0}^{\infty }{\frac {(-1)^{n}}{(2n+1)^{2}}}={\frac {1}{1^{2}}}-{\frac {1}{3^{2}}}+{\frac {1}{5^{2}}}-{\frac {1}{7^{2}}}+\cdots \!}
där β är Dirichlets betafunktion.
Dess approximativa värde är
G = 0.915 965 594 177 219 015 054 603 514 932 384 110 774 …
Catalans konstant är uppkallad efter Eugène Charles Catalan.

## Integralrepresentationer
Catalans konstant har ett flertal integralrepresentationer:
{\displaystyle G=\int _{0}^{1}\int _{0}^{1}{\frac {1}{1+x^{2}y^{2}}}\,dx\,dy\!}
{\displaystyle G=-\int _{0}^{1}{\frac {\ln t}{1+t^{2}}}\,dt\!}
{\displaystyle G=\int _{0}^{\pi /4}{\frac {t}{\sin t\cos t}}\;dt\!}
{\displaystyle G={\frac {1}{4}}\int _{-\pi /2}^{\pi /2}{\frac {t}{\sin t}}\;dt\!}
{\displaystyle G=\int _{0}^{\pi /4}\ln(\cot(t))\,dt\!}
{\displaystyle G={\tfrac {1}{2}}\int _{0}^{\infty }{\frac {t}{\cosh t}}\,dt\;}
{\displaystyle G=\int _{0}^{\infty }\arctan(e^{-t})\,dt\!}
{\displaystyle G=\int _{0}^{1}{\frac {\arctan t}{t}}\,dt.\!}
{\displaystyle G={\frac {1}{2}}\int _{0}^{1}\mathrm {K} (t)\,dt\!}
där K(t) är en fullständig elliptisk integral.

## Oändliga serier
Catalans konstant har även ett flertal representationer som en oändlig serie:
{\displaystyle G={\frac {1}{16}}\sum _{n=1}^{\infty }(n+1){\frac {3^{n}-1}{4^{n}}}\zeta (n+2)\ }
{\displaystyle G={\frac {1}{64}}\sum _{n=1}^{\infty }{\frac {(-1)^{n+1}\cdot 2^{8n}\cdot (40n^{2}-24n+3)\cdot (2n)!^{3}\cdot n!^{2}}{n^{3}\cdot (2n-1)\cdot (4n)!^{2}}}\ }
{\displaystyle {\begin{aligned}G&=3\sum _{n=0}^{\infty }{\frac {1}{2^{4n}}}\left(-{\frac {1}{2(8n+2)^{2}}}+{\frac {1}{2^{2}(8n+3)^{2}}}-{\frac {1}{2^{3}(8n+5)^{2}}}+{\frac {1}{2^{3}(8n+6)^{2}}}-{\frac {1}{2^{4}(8n+7)^{2}}}+{\frac {1}{2(8n+1)^{2}}}\right)\\&{}\quad -2\sum _{n=0}^{\infty }{\frac {1}{2^{12n}}}\left({\frac {1}{2^{4}(8n+2)^{2}}}+{\frac {1}{2^{6}(8n+3)^{2}}}-{\frac {1}{2^{9}(8n+5)^{2}}}-{\frac {1}{2^{10}(8n+6)^{2}}}-{\frac {1}{2^{12}(8n+7)^{2}}}+{\frac {1}{2^{3}(8n+1)^{2}}}\right)\end{aligned}}.}
och
{\displaystyle G={\tfrac {1}{8}}\pi \log(2+{\sqrt {3}})+{\tfrac {3}{8}}\sum _{n=0}^{\infty }{\frac {(n!)^{2}}{(2n)!(2n+1)^{2}}}.}

## Relation till speciella funktioner
Catalans konstant förekommer i speciella värden av trigammafunktionen:
{\displaystyle \psi _{1}\left({\tfrac {1}{4}}\right)=\pi ^{2}+8G}
{\displaystyle \psi _{1}\left({\tfrac {3}{4}}\right)=\pi ^{2}-8G.}
Förutom polygammafunktionerna är den är nära relaterad Clausens funktion, inversa tangensintegralen, inversa sinusintegralen, Barnes G-funktion samt serier och integraler relaterade till de ovannämnda funktionerna.
Bland annat gäller följande relation mellan Bernes G-funktion och gammafunktionen:
{\displaystyle G=4\pi \log \left({\frac {G({\tfrac {3}{8}})G({\tfrac {7}{8}})}{G({\tfrac {1}{8}})G({\tfrac {5}{8}})}}\right)+4\pi \log \left({\frac {\Gamma ({\tfrac {3}{8}})}{\Gamma ({\tfrac {1}{8}})}}\right)+{\frac {\pi }{2}}\log \left({\frac {1+{\sqrt {2}}}{2\,(2-{\sqrt {2}})}}\right).}
Catalans konstant är även relaterad till Lerchs transcendent enligt
{\displaystyle G={\tfrac {1}{4}}\,\Phi (-1,2,{\tfrac {1}{2}}).}